# 十勝東和駅

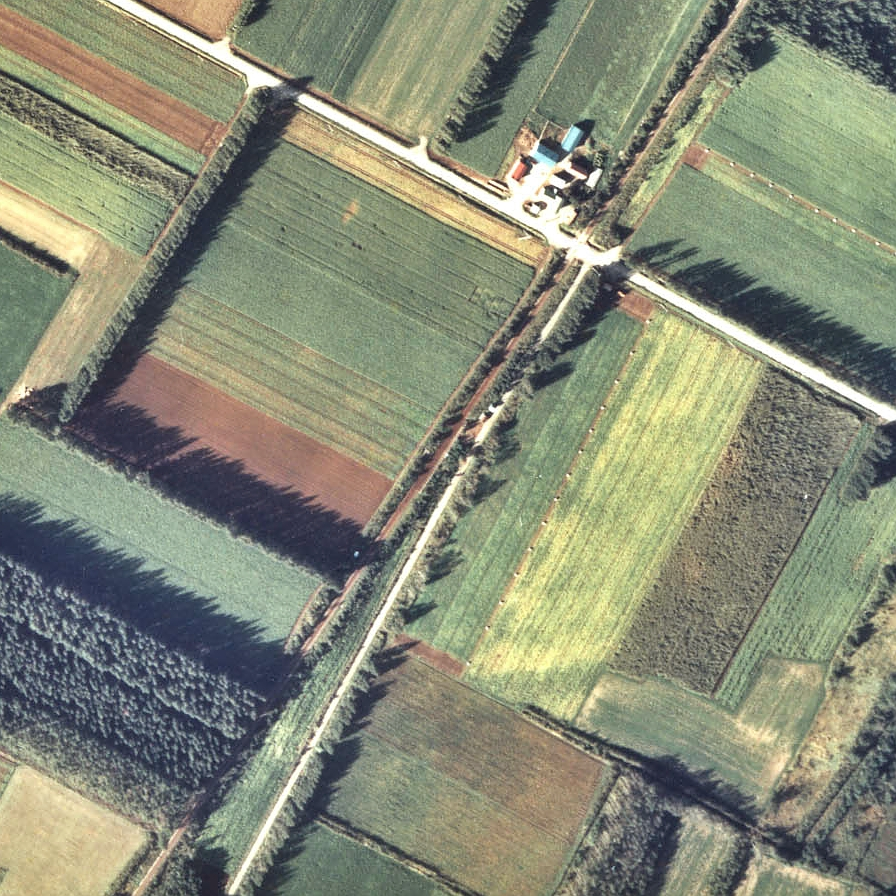
1977年の十勝東和駅と周囲約500m範囲。下が広尾方面。

十勝東和駅（とかちとうわえき）は、北海道（十勝支庁）広尾郡大樹町字大樹にかつて存在した、日本国有鉄道（国鉄）広尾線の駅（廃駅）である。事務管理コードは▲111510。

## 歴史
昭和30年代当時、道路の整備がまだ不十分であり、自家用車も普及していなかったことから、住民の不便を解消するために開設された。
- 1960年（昭和35年）4月15日：国有鉄道広尾線の十勝東和駅として開業[4][5][3]。気動車の旅客のみを取り扱う[1]駅員無配置駅[6]。
  - 設置にあたり、待合所は住民が建設した[3]。
- 1987年（昭和62年）2月2日：広尾線の全線廃止に伴い、廃駅となる[1]。

### 駅名の由来
当駅が所在した地の近辺の地名（東和）に、旧国名の「十勝」を冠した。
もともと当地付近（東和のほか、現在の萠和・上萠和・平和および現在の幕別町忠類地区の一部）は上当縁（かみとうべり）と呼ばれていたが、あまりにも広すぎるために、1933年（昭和8年）と1943年（昭和18年）に一部を分割し現在の行政区に近い形となっている。東和地区はその南西に位置している。
ただし、集落名の由来は明らかでないとされている。

## 駅構造
廃止時点で、1面1線の単式ホームを有する地上駅であった。ホームは、線路の南東側（広尾方面に向かって左手側）に存在した。転轍機を持たない棒線駅となっていた。
開業時からの無人駅で、駅舎及び待合所は存在しなかった。

## 利用状況
開駅当時の利用は、小学生12名、中学生6名、高校生3名、一般人20名と記録され、1日平均90名程度の乗降があった。しかし、その後の道路整備・自家用車の普及により、『大樹町史』が発刊された1969年（昭和44年）頃には、1日50-60名程度の利用に低迷、1981年度（昭和56年度）の1日当たりの乗降客数は4人。

## 駅周辺
- 帯広広尾自動車道忠類大樹IC
- 国道236号（広尾国道）[8]
- モイワ山 - 駅の南西。標高185m[8]。
- 十勝バス「大樹北3線」停留所

## 駅跡
駅の遺構は現在何も残っておらず、駅跡地は畑になっている。

## 隣の駅
日本国有鉄道
広尾線
忠類駅 - 十勝東和駅 - 大樹駅